# La cantante dell'Opera
La cantante dell'Opera  è film del 1932 diretto da Nunzio Malasomma.

## Produzione
Prodotto da Ludovico Toeplitz per la CINES, il film fu girato negli stabilimenti Cines di Via Vejo a Roma, tratto da una novella di Gino Rocca Nel caffettuccio di San Stae, aiuto regista Ivo Perilli, per uscire nelle sale nella primavera del 1932.